# Румънска академия
Румънската академия (на румънски: Academia Română) е висше научно и културно учреждение на Румъния, което обхваща научни, художествени и литературни области на дейност.
Основана е през 1866 г. като Румънско литературно дружество. През 1867 г. то е преименувано на Румънско академично дружество, а от 1879 г. се нарича Румънска академия. С идването на власт на Румънската комунистическа партия тя е реорганизирана и от 1948 г. носи наименованието Академия на Румънската народна република. От 1965 г. до Румънската революция през 1989 г. носи името Академия на Социалистическа република Румъния.
В състава на Академията влизат филиали в Клуж-Напока и Яш, както и научноизследователски бази в Тимишоара и Търгу Муреш. Неин орган е Analele Academiei Republicii Socialiste Romînia (1867). Към 2011 г. Румънската академия наброява 181 действителни членове, които се избират пожизнено.
В съответствие с нейния устав основни цели на Академията са съхраняване на румънския език и румънската литература, изучаване на националната история на Румъния, изследвания в областта на фундаменталните и приложните науки. Сред най-известните фундаментални трудове на Румънската академия са „Речник на румънския език“, „Речник на румънската литература“, както и трактат по история на румънския народ.
Седалището на Румънската академия е в столицата Букурещ.